# Estación Oroz
Estación Oroz es una localidad del municipio de Guaymas ubicada en el sur del estado mexicano de Sonora, que en sus inicios como asentamiento funcionó como una estación de ferrocarril. Según los datos del Censo de Población y Vivienda realizado en 2010 por el Instituto Nacional de Estadística y Geografía (INEGI), Estación Oroz tiene un total de 468 habitantes. Se encuentra en la carretera federal 15, en el tramo Vícam-Las Pitahayas.

## Geografía
Estación Oroz se sitúa en las coordenadas geográficas 27°42′7″ de latitud norte y 110°21′57″ de longitud oeste del meridiano de Greenwich, a una elevación de 8 metros sobre el nivel del mar.